# Metoda Bates
Metoda Bates este o terapie alternativă ineficientă și potențial periculoasă care vizează îmbunătățirea vederii. Medicul oftalmolog William Horatio Bates⁠(d) (1860–1931) credea în mod eronat că mușchii extraoculari⁠(d) contribuie la modificarea focalizării ochilor și că „tensiunea mentală” provoacă acțiunea anormală a acestor mușchi; el credea, prin urmare, că eliberarea acestei „tensiuni” ar putea vindeca vederea defectuoasă. În anul 1952, profesorul de optometrie Elwin Marg⁠(d) a publicat un studiu cu privire la metoda Bates în care a afimat următoarele: „Majoritatea afirmațiilor sale și aproape toate teoriile sale au fost considerate false de practic toți specialiștii din domeniul medicinei vederii”.
Niciun tip de antrenament nu s-a dovedit capabil să modifice puterea de refracție a ochiului. În plus, anumite aspecte ale metodei Bates îi pot pune în pericol pe practicanții săi: ei își pot deteriora ochii prin supraexpunerea la lumina soarelui, prin nepurtarea lentilelor corectoare în timpul conducerii automobilelor sau prin neglijarea îngrijirii convenționale a ochilor, putând contribui astfel la dezvoltarea unor afecțiuni oculare grave.

## Istoric timpuriu
În anul 1891 Bates a publicat un articol în New York Medical Journal în care pretindea că a reușit să inverseze cu succes evoluția miopiei în șapte cazuri clinice. Într-un alt articol, publicat în 1911, Bates susținea că i-a învățat pe școlarii miopi cum să focalizeze corect imaginea unor obiecte aflate la distanță. El a recomandat autorităților școlare să amplaseze o diagramă Snellen⁠(d) în fiecare sală de clasă și să încurajeze elevii să o privească zilnic.
În 1917, Bates a început să colaboreze cu „susținătorul culturii fizice” Bernarr Macfadden⁠(d) la un „curs nou de antrenare a ochilor” (New Course of Eye Training), care a fost promovat intens în revista Physical Culture. Numele lui Bates a fost eliminat ulterior din materialele publicitare, dar Macfadden a continuat să comercializeze prin corespondență acest curs, care a fost redenumit „Întărirea ochilor” (Strengthening the Eyes). Acest curs a fost criticat de Biroul de Investigații al Asociației Medicale Americane⁠(d) care l-a considerat o șarlatanie⁠(d) periculoasă. În iulie 1919 Bates a început să publice Better Eyesight, „o revistă lunară dedicată prevenirii și vindecării vederii imperfecte fără ochelari”. Această publicație a fost criticată, la rândul ei, ca fiind „produsul [personalului] unei secții de boli psihice”.
În 1920, Bates a publicat pe cont propriu o carte intitulată The Cure of Imperfect Sight by Treatment Without Glasses (sau Perfect Sight Without Glasses). Un grup de articole scrise de asistenta sa, Emily Lierman, au fost retipărite în anul 1926 într-o carte intitulată Stories From the Clinic; unele dintre aceste povestiri susțineau că metoda Bates au vindecat glaucomul și cataracta, precum și erorile de refracție. În 1929 Comisia Federală pentru Comerț⁠(d) a depus o plângere împotriva lui Bates pentru publicitate „falsă sau înșelătoare”.

## Concepte de bază

### Acomodarea
Acomodarea⁠(d) este procesul prin care ochiul animalelor vertebrate își ajustează puterea optică pentru a menține focalizarea imaginii pe retină, în timp ce privirea se deplasează într-un punct mai apropiat sau mai îndepărtat. Consensul medical de lungă durată este că acest proces se realizează prin acțiunea mușchiului ciliar, un mușchi din interiorul ochiului, care reglează curbura cristalinului. Această explicație se bazează pe efectul observat al atropinei care împiedică temporar acomodarea atunci când este aplicată pe mușchiul ciliar, precum și pe imaginile reflectate pe cristalin care devin mai mici pe măsură ce ochiul își mută focalizarea pe un punct mai apropiat, indicând o schimbare a formei lentilei. Bates a respins această explicație și, în cartea pe care a publicat-o în 1920, a inclus fotografii despre care a spus că arătau că imaginea rămânea de aceeași dimensiune chiar și atunci când ochiul își schimba focalizarea, ceea ce-l făcea să concluzioneze că lentila nu era un factor de acomodare. Cu toate acestea, optometristul Philip Pollack, într-o lucrare din 1956, a caracterizat aceste fotografii ca fiind „atât de neclare încât este imposibil să spunem dacă o imagine este mai mare decât cealaltă”, în contrast cu fotografiile ulterioare⁠(d) care au arătat în mod clar o schimbare a dimensiunii imaginilor reflectate, așa cum se observase încă de la sfârșitul secolului al XIX-lea.
Bates a susținut o altă explicație a acomodării, care era deja ignorată în general de comunitatea medicală a timpului său. Modelul lui Bates considera că mușchii din jurul globului ocular⁠(d) sunt responsabili de controlul focalizării. Pe lângă funcția lor, deja cunoscută, de rotire a ochiului, susținea Bates, mușchii extraoculari îi afectează și forma, alungind globul ocular pentru a se focaliza asupra unui punct apropiat sau scurtându-l pentru a se focaliza asupra unui punct îndepărtat. Autorul științific John Grant⁠(d) scrie că multe animale, precum peștii, obțin acomodarea prin alungirea globului ocular, „doar că oamenii nu sunt unul dintre acele animale”.
Testele de laborator au arătat că globul ocular uman este mult prea rigid pentru a-și schimba spontan forma într-un grad care ar fi necesar pentru a realiza ceea ce a descris Bates. Modificări extrem de mici ale lungimii axiale a globului ocular (18,6–19,2 μm) sunt cauzate de acțiunea mușchiului ciliar în timpul acomodării. Totuși, aceste modificări sunt mult prea mici pentru a provoca deplasări necesare ale focalizării, producând schimbări de doar −0,036 dioptrii.

### Cauzele problemelor de vedere
Profesioniștii din domeniul medical consideră erorile de refracție⁠(d) (precum miopia, hipermetropia, astigmatismul și presbiopia) drept consecințe ale formei ochiului și ale altor caracteristici anatomice de bază, a căror modificare pein exerciții nu este susținută de dovezi științifice. Cu toate acestea, Bates credea că aceste afecțiuni sunt cauzate de încordarea mușchilor care înconjoară globul ocular, care, în opinia sa, împiedică globul ocular să-și schimbe suficient forma (potrivit explicațiilor sale referitoare la acomodare) atunci când privirea este deplasată mai aproape sau mai departe. Bates caracteriza această presupusă încordare musculară drept consecința unui „efort mental” de a vedea, a cărei eliberare îmbunătățea instantaneu vederea. În opinia lui, există, de asemenea, o legătură între modificările apărute în circulația⁠(d) sângelui, despre care afirma că este „influențată în foarte mare măsură de gândire”, și erorile de refracție, vederea dublă, strabismul, ambliopia și alte afecțiuni oculare mai grave precum cataracta și glaucomul. Terapiile sale s-au bazat pe aceste presupuneri.
Bates considera că lentilele corective⁠(d), pe care le-a descris drept „cârje pentru ochi”, sunt un impediment în calea vindecării vederii slabe. În opinia sa, „încordarea” ar crește pe măsură ce ochii se adaptează la corecția din fața lor. El a recomandat, prin urmare, ca ochelarii să fie aruncați de către orice persoană care îi aplică metoda.

## Tratamente
În scrierile sale, Bates a prezentat mai multe tehnici despre care a pretins că au ajutat pacienții să-și îmbunătățească vederea. Toate aceste tehnici urmau să elimine „încordarea” pe care Bates o considera cauza principală a problemelor de vedere.

### Palmarea

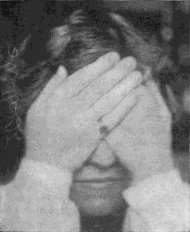
Fotografia unei persoane care practică „palmarea” din cartea Perfect Sight Without Glasses.

Bates a sugerat închiderea ochilor pentru câteva minute pentru obținerea relaxării. El a afirmat că relaxarea ar putea deveni chiar mai profundă în cele mai multe cazuri prin „palmare” sau acoperirea ochilor închiși cu palmele mâinilor, fără a pune presiune asupra globilor oculari. Dacă ochii acoperiți nu s-ar încorda, a spus el, ei ar vedea „un câmp atât de negru încât este imposibil să-ți amintești, să-ți imaginezi sau să vezi ceva mai negru”, întrucât palmele excludeau pătrunderea luminii. Cu toate acestea, el a raportat că unii dintre pacienții săi au experimentat uneori „iluzii de lumini și culori” asemănătoare „aparițiilor caleidoscopice” în timpul „palmării”, fenomene pe care le-a atribuit „încordării” omniprezente și care, după cum pretindea el, au dispărut atunci când cineva s-a relaxat cu adevărat. Acest fenomen, însă, a fost aproape sigur cauzat de Eigengrau⁠(d) sau „lumina întunecată”. De fapt, chiar și în condiții de întuneric perfect, ca în interiorul unei peșteri, neuronii de la fiecare nivel al sistemului vizual⁠(d) produc o activitate de fundal aleatorie pe care creierul o interpretează ca modele de lumină și culoare.
Dacă se aplică prin palmare o presiune asupra ochilor, acest lucru poate crește riscul de glaucom.

### Vizualizarea
Bates a acordat o mare importanță imaginilor mentale, deoarece a simțit că relaxarea este cheia clarității imaginației, precum și a vederii reale. El a susținut că relaxarea unei persoane poate fi măsurată prin memoria vizuală a negrului; astfel, cu cât apărea mai întunecată în minte și cu cât era mai mică zona de negru care putea fi imaginată, cu atât persoana respectivă era mai relaxată în acel moment. Bates a recomandat pacienților să se gândească la litera de sus dintr-o diagramă optometrică⁠(d) și apoi să vizualizeze progresiv literele negre din ce în ce mai mici și, în cele din urmă, un punct sau o virgulă. El a avertizat împotriva „concentrării” asupra unor astfel de imagini, deoarece a considerat că încercarea de „a se gândi doar la un singur lucru” cauzează încordare.
În timp ce Bates a preferat ca pacienții să-și imagineze ceva negru, el a mai menționat că unii au considerat că obiectele de alte culori ar fi mai ușor de vizualizat, astfel că au beneficiat cel mai mult de pe urma amintirii acestora, deoarece, potrivit lui, „memoria nu poate fi niciodată perfectă decât dacă este facilă”. Scepticii susțin că singurul beneficiu al vederii care se obține de pe urma unor astfel de tehnici este el însuși imaginat și subliniază că obiectele familiare, inclusiv literele de pe o diagramă optometrică, pot fi recunoscute chiar și atunci când par mai puțin clare.

### Mișcarea ochilor
Bates credea că modul de mișcare a ochilor afectează vederea. El a sugerat „deplasarea” (shifting) sau mișcarea ochilor dintr-o parte în alta pentru a crea o iluzie în care obiectele observate „se balansau” în direcția opusă (ceea ce el a numit swinging). Bates credea că, cu cât era mai mică zona peste care a fost experimentat „balansul”, cu atât beneficiul vederii era mai mare. El a combinat aceste mișcări cu vizualizarea, încurajând pacienții să închidă ochii și să-și imagineze mișcarea obiectelor. Alternând mișcarea reală și mentală asupra unei imagini, scria Bates, mulți pacienți au reușit să scurteze „deplasarea” până în punctul în care au putut „să-și imagineze și să balanseze o literă de dimensiunea unui punct dintr-un ziar”.

Poate că găsind prea complicate conceptele lui Bates de „deplasare” și „balansare”, Bernarr Macfadden⁠(d) a sugerat pur și simplu mișcarea ochilor în sus și în jos și dintr-o parte în alta și alternarea privirii între un punct apropiat și un punct îndepărtat.

### Băile de soare

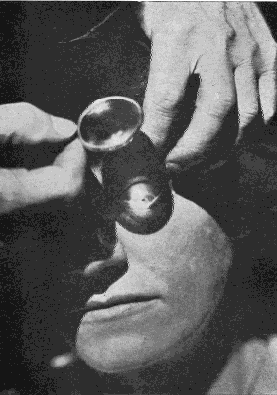
O folosită pentru a focaliza lumina soarelui asupra ochiului unei persoane, în cartea Perfect Sight Without Glasses.

Bates a fost un susținător al practicii privitului către soare⁠(d), caracterizând efectele negative ale acesteia drept „întotdeauna temporare”. Acest lucru este în contradicție cu riscul bine-cunoscut de afectare a ochilor care poate rezulta din observarea directă a razelor solare.

În revista pe care a publicat-o ulterior, Bates a sugerat expunerea doar a părții albe a globului ocular la lumina directă a soarelui și doar câteva secunde la un moment dat, după ce soarele a fost lăsat să strălucească asupra pleoapelor închise pentru o perioadă mai lungă. Edițiile postume ale cărții lui Bates au omis menționarea presupuselor beneficii ale strălucirii luminii directe a soarelui asupra ochilor deschiși. Chiar și cu ochii închiși, expunerea directă la lumina soarelui prezintă riscul de deteriorare a pleoapelor și de producere a cancerului de piele.

## Practicarea ulterioară a acestei metode
După moartea lui Bates în 1931, practicarea metodelor sale de tratament a fost continuată de văduva sa, Emily, și de alți asociați. În 1932 dieteticianul Gayelord Hauser⁠(d) a publicat o carte în care susținea metoda lui Bates, dar adăuga noi exerciții și recomandări pentru propriile sale produse nutritive. Majoritatea susținătorilor ulteriori ai acestei metode nu au acceptat explicația lui Bates cu privire la modul de focalizare mecanică a ochiului, dar au susținut totuși că ameliorarea „încordării” obișnuite era cheia îmbunătățirii vederii.

### Margaret Darst Corbett

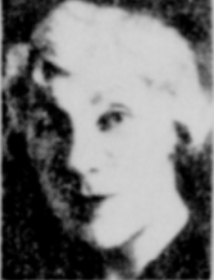

Învățătoarea Margaret Darst Corbett⁠(d) (1889–1962) l-a întâlnit pentru prima dată pe dr. Bates atunci când l-a consultat cu privire la vederea soțului ei. Ea a devenit eleva lui Bates și a predat ulterior metoda lui de tratament la Școala ei de Educație Oculară din Los Angeles. Corbett avea convingerea că „nervul optic este în realitate o parte a creierului, iar vederea este nouă zecimi mentală și doar o zecime fizică”.
La sfârșitul anului 1940, Corbett și asistenta ei au fost acuzate de încălcarea Legii privind practica medicală din California ca urmare a tratării ochilor fără licență. Mai mulți elevi ai Școlii de Educație Oculară au depus mărturie în favoarea ei la proces, descriind în detaliu modul în care ea le-a permis să scape de ochelari. Un martor a mărturisit că era aproape orb din cauza cataractei, dar că, după ce a lucrat cu Corbett, vederea lui s-a îmbunătățit într-o asemenea măsură încât, pentru prima dată, a putut citi timp de opt ore consecutiv fără ochelari. Corbett a explicat în instanță că nu a practicat nici optometria⁠(d) și nici oftalmologia și a susținut că nu este medic, ci doar „instructor de antrenare a vederii”. Descriindu-și metoda, ea a spus: „Activăm vederea învățând ochii să se miște. Dorim ca senzația de mișcare să ușureze privirea, să pună capăt privirii fixe. Folosim lumina pentru a relaxa ochii și a-i obișnui cu soarele.”.
Procesul a atras un interes larg, la fel ca verdictul „nevinovat”. Acest caz a stat la baza elaborării unui proiect de lege în Legislatura statului California, care ar fi făcut ca practicarea unei astfel de „educații” vizuale să fie ilegale fără deținerea licenței de medic sau optometrist. După o campanie energică în presă, proiectul de lege a fost respins.

### Aldous Huxley

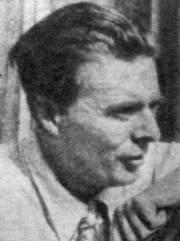
Aldous Huxley

Susținătorul poate cel mai faimos al metodei Bates a fost scriitorul britanic Aldous Huxley. La vârsta de 16 ani, Huxley a avut un atac de cheratită⁠(d), care, după o perioadă de orbire aproape totală de 18 luni, l-a lăsat cu un ochi abia capabil să perceapă lumina, iar cu celălalt cu o acuitate vizuală neasistată Snellen⁠(d) de 10/200. Acest lucru s-a datorat în principal opacităților ambelor cornee și complicațiilor cauzate de hipermetropie și astigmatism. Huxley putea citi numai dacă purta ochelari groși și își dilata pupila ochiului mai sănătos cu atropină, pentru a-i permite acestuia să vadă în jurul unei opacități din centrul corneei.
În 1939, atunci când avea vârsta de 45 de ani și o vedere care continua să se deterioreze, Huxley a aflat de metoda Bates și a cerut ajutorul lui Margaret Corbett, care i-a dat lecții individuale în mod regulat. Trei ani mai târziu, el a scris cartea The Art of Seeing⁠(d) („Arta de a vedea”), în care a povestit următoarele: „În câteva luni, citeam fără ochelari și, ce era chiar mai bine, fără efort și oboseală... În prezent, vederea mea, deși foarte departe de a fi normală, este de aproximativ două ori mai bună decât era atunci când purtam ochelari." Descriind acest proces, Huxley a afirmat: „Vederea nu se dobândește făcând un efort pentru a o obține: ea vine la cei care au învățat să-și pună mintea și ochii într-o stare de pasivitate alertă, de relaxare dinamică”. El și-a exprimat indiferența față de veridicitatea explicației lui Bates cu privire la modul în care se concentrează ochiul, afirmând: „preocuparea mea nu este mecanismul anatomic de acomodare, ci arta de a vedea”.
Cazul său a generat o publicitate pe scară largă, precum și o examinare minuțioasă. Oftalmologul Walter B. Lancaster, de exemplu, a sugerat în anul 1944 că Huxley „a învățat cum să folosească mai bine ceea ce are”, antrenând mai degrabă „partea cerebrală a vederii” decât îmbunătățind efectiv calitatea imaginii de pe retină.
În 1952, la zece ani după ce a scris cartea The Art of Seeing, Huxley a ținut un discurs la un banchet de la Hollywood, fără a purta ochelari și, potrivit lui Bennett Cerf⁠(d), citind aparent fără dificultate de pe foile aflate pe un pupitru. După cuvintele lui Cerf:
Apoi, deodată, s-a clătinat, iar adevărul tulburător a devenit evident. El nu-și citea deloc discursul. Îl învățase pe de rost. Pentru a-și împrospăta memoria, a adus hârtia din ce în ce mai aproape de ochi. Atunci când era la doar un centimetru distanță, tot nu putea să citească și a trebuit să caute o lupă în buzunar pentru a face ca literele să devină vizibile. A fost un moment chinuitor.
Ca răspuns la aceasta, Huxley a scris: „Folosesc adesea lupe acolo unde condițiile de iluminare sunt proaste și nu am pretins niciodată că pot citi decât în condiții foarte bune”. Acest lucru a arătat că el nu a redobândit nimic asemănător de vederea normală și, de fapt, nu a susținut niciodată că a făcut-o.

### Variante moderne
Versiuni de „corectare a vederii naturale” sau de „îmbunătățire a vederii naturale” continuă să fie comercializate de diverși practicieni care oferă instruire individuală, dintre care mulți nu au acreditări medicale sau optometrice. Majoritatea își bazează abordarea pe metoda Bates, deși unii integrează și tehnici de terapie vizuală⁠(d). De asemenea, multe cărți și programe de autoajutorare⁠(d), care nu au fost supuse unor teste comparative aleatorii⁠(d), au ca scop îmbunătățirea vederii în mod natural. Furnizorii unor astfel de abordări susțin că le lipsesc fondurile pentru a le testa în mod oficial.
Foarte mediatizata „See Clearly Method⁠(d)” („Metodă de vedere clară”), ale cărei vânzări au fost oprite printr-o hotărâre judecătorească din noiembrie 2006, ca răspuns la ceea ce s-a dovedit a fi practici publicitare necinstite, includea „palmarea” și „fototerapia⁠(d)”, ambele adaptate din cartea lui Bates. Cu toate acestea, creatorii programului au subliniat că nu au susținut abordarea generală a lui Bates.
În cartea sa The Bates Method, A Complete Guide to Improving Eyesight—Naturally (1992), „instructorul metodei Bates” Peter Mansfield a fost foarte critic față de profesioniștii din domeniul îngrijirii ochilor⁠(d) pentru prescrierea ochelarilor de corecție. Cartea include relatări a 12 „cazuri reale”, dar nu oferă nicio informație despre eroarea de refracție⁠(d) a subiecților testați.
Etnicul ceh John Slavicek susține că a creat un „tratament pentru ochi” care îmbunătățește vederea în trei zile, bazându-se pe exerciții oculare ale vechilor yoghini, vizualizări din Viața veșnică a sufletului – Scrierile lui Seth⁠(d) și metoda Bates. Deși Slavicek are mărturii de la vecinul său și de la alte persoane, mai mulți elevi ai săi au indicat faptul că el a exagerat mult acele cazuri. Manualul Yoga for the Eyes, publicat pe cont propriu de Slavicek, a fost respins de un oftalmolog care l-a evaluat și nu a atras niciun interes din partea Organizației Mondiale a Sănătății și a Fundației St. Erik's Eye din Suedia, deoarece nu au fost efectuate teste dublu-orb⁠(d).

## Motive posibile ale pretinselor îmbunătățiri
Unele afecțiuni ale ochilor se pot îmbunătăți în mod natural odată cu înaintarea în vârstă sau într-o manieră ciclică (oftalmologul Stewart Duke-Elder⁠(d) a sugerat că așa s-a întâmplat cu cheratita lui Aldous Huxley). Atunci când cataracta se instalează pentru prima dată, ea poate determina uneori o vedere mult îmbunătățită pentru o perioadă scurtă de timp. Cel care a practicat metoda Bates o va atribui probabil oricărei îmbunătățiri a vederii, indiferent de cauza reală.
Atunci când lentilele corective sunt îndepărtate, vederea se poate adapta pentru a reduce neclaritatea percepută inițial, uneori cu mai mult de două linii pe o diagramă optometrică. Acest fenomen este cunoscut sub numele de adaptare la neclaritate. Unele studii au sugerat că o capacitate învățată de a interpreta imaginile neclare (încețoșate) poate explica, de asemenea, îmbunătățirile percepute ale vederii.

## Cercetare generală
În 2004, Academia Americană de Oftalmologie⁠(d) (AAO) a publicat o recenzie a mai multor cercetări cu privire la „antrenamentul vizual”, care consta în „exerciții oculare, tehnici de relaxare musculară, biofeedback, plasturi pentru ochi sau masaje oculare”, „singure sau în combinații”. Nu s-a găsit nicio dovadă că astfel de tehnici ar putea contribui în mod obiectiv la îmbunătățirea vederii, deși unele studii au evidențiat modificări, atât pozitive, cât și negative, ale acuității vizuale a subiecților miopi, măsurate cu ajutorul diagramei Snellen⁠(d). În unele cazuri, îmbunătățirile observate au fost menținute la măsurătorile ulterioare. Totuși, aceste rezultate nu au fost considerate inversări reale ale miopiei și au fost atribuite în schimb unor factori precum „îmbunătățiri în interpretarea imaginilor încețoșate, modificări ale stării de spirit sau ale motivației, crearea unei lentile de contact artificiale prin modificări ale filmului lacrimal sau un efect de orificiu în mioza pupilei".
În 2005, Departamentul de Oftalmologie al Spitalului din Christchurch⁠(d) (Noua Zeelandă) a publicat o analiză a patruzeci și trei de studii referitoare la utilizarea exercițiilor oculare⁠(d). Autorii analizei au constatat că „încă nu există dovezi științifice clare, publicate în literatura de specialitate, care să susțină utilizarea exercițiilor oculare” pentru îmbunătățirea acuității vizuale și au concluzionat că „utilizarea lor rămâne, prin urmare, controversată”.

## Critici generale

### Ineficiență
O critică frecventă a metodei Bates este că aceasta a rămas relativ necunoscută, ceea ce este considerat o dovadă că ea nu este cu adevărat eficientă. Scriitorul Alan M. MacRobert a concluzionat într-un articol din 1979 că „cel mai elocvent argument împotriva sistemului Bates” și a altor terapii alternative a fost că ele „nu au dat roade”. În ceea ce privește metoda Bates, el a argumentat că „dacă palmarea, deplasarea și balansarea ar putea vindeca cu adevărat o vedere slabă, ochelarii ar fi la fel de învechiți ca și trăsurile trase de cai”.
Filosoful Frank J. Leavitt a susținut că metoda descrisă de Bates ar fi dificil de demonstrat⁠(d) științific din cauza accentului pe care îl pune pe relaxare și vizualizare. El a întrebat: „Cum putem spune dacă cineva s-a relaxat sau și-a imaginat ceva sau doar crede că și-a imaginat ceva?” În ceea ce privește posibilitatea unui studiu al efectului placebo⁠(d), Leavitt a comentat: „Nu pot concepe cum am putea pune pe cineva într-o situație în care crede că și-a imaginat ceva în timp ce noi știm că nu a făcut-o”.

### Ochelarii de corecție și siguranța
Abandonarea ochelarilor de corecție, așa cum a recomandat Bates, sau purtarea unor ochelari cu lentile mai slabe decât corecția prescrisă, așa cum sugerează unii susținători ai metodei Bates, reprezintă un potențial pericol pentru siguranță în anumite situații, mai ales atunci când este condus un autovehicul. James Randi a povestit că tatăl său, la scurt timp după ce a renunțat la ochelari urmând sfaturile din cartea lui Bates, a făcut un accident și și-a distrus mașina. Instructorii metodei Bates îi avertizează adesea pe cursanți ca, atunci când conduc, să poarte ochelarii de corecție ceruți de lege.

### Evitarea tratamentului convențional
Un alt pericol potențial al credinței în metoda Bates este acela că un adept ar putea neglija sau ignora tratamentul medical urgent necesar în cazul unei afecțiuni grave precum glaucomul, ceea ce ar putea conduce la orbire. De asemenea, copiii cu probleme de vedere pot necesita atenție timpurie din partea unui profesionist pentru a preveni cu succes ambliopia. Un astfel de tratament poate include exerciții, dar care sunt diferite de cele asociate cu metoda Bates, iar părinții care sunt adepți ai ideilor lui Bates ar putea amâna solicitarea de îngrijire convențională până când este prea târziu. În plus, ar putea fi necesar ca un copil cu riscul de a dezvolta ambliopie să poarte corecția adecvată.